# Popillia intermedia
Popillia intermedia är en skalbaggsart som beskrevs av Ohaus 1901. Popillia intermedia ingår i släktet Popillia och familjen Rutelidae. Inga underarter finns listade i Catalogue of Life.